# Pan Złota Rączka
Pan Złota Rączka (ang. Home Improvement, 1991–1999) – amerykański serial telewizyjny nadawany przez stację ABC od 16 września 1991 roku do 25 maja 1999 roku. W Polsce nadawany przez stację TVP 1 i od 2007 roku w Comedy Central.

## Opis fabuły
Serial opisuje perypetie Tima Taylora (Tim Allen) i jego rodziny – żony Jill (Patricia Richardson) oraz trzech synów, Brada (Zachery Ty Bryan), Randy'ego (Jonathan Taylor Thomas) i Marka (Taran Noah Smith). Razem mieszkają w mieście Detroit w stanie Michigan i zmagają się z problemami.

## Obsada
- Tim Allen jako Tim Taylor
- Patricia Richardson jako Jill Taylor
- Zachery Ty Bryan jako Brad Taylor
- Jonathan Taylor Thomas jako Randy Taylor
- Taran Noah Smith jako Mark Taylor
- Earl Hindman jako Wilson
- Richard Karn jako Al Borland
- Pamela Anderson jako Lisa
- Debbe Dunning jako Heidi